# Montagna-le-Reconduit
Montagna-le-Reconduit ist eine französische Gemeinde mit 109 Einwohnern (Stand 1. Januar 2022) im Département Jura in der Region Bourgogne-Franche-Comté. Sie gehört zum Arrondissement Lons-le-Saunier und zum Kanton Saint-Amour.
Die Nachbargemeinden sind Joudes und Champagnat im Nordwesten und im Norden (beide im Département Saône-et-Loire), Véria im Osten, Andelot-Morval im Südosten, Thoissia im Süden, Les Trois-Châteaux mit L’Aubépin im Südwesten und Balanod im Westen.
|  |  |

## Bevölkerungsentwicklung
| Jahr                       | 1962 | 1968 | 1975 | 1982 | 1990 | 1999 | 2008 | 2017 |
| Einwohner                  | 176  | 140  | 134  | 118  | 113  | 109  | 112  | 119  |
| Quellen: Cassini und INSEE |      |      |      |      |      |      |      |      |

## Wirtschaft
Die Rebflächen in Montagna-le-Reconduit sind Teil des Weinbaugebietes Côtes du Jura.